# Adamsia involvens
Adamsia involvens is een zeeanemonensoort uit de familie Hormathiidae. De anemoon komt uit het geslacht Adamsia. Adamsia involvens werd in 1893 voor het eerst wetenschappelijk beschreven door McMurrich. 